# Ramón Piñeiro (politikus)
Ramón Piñeiro López (Armea de Abaixo, Láncara, 1915. május 31. – Santiago de Compostela, 1990. augusztus 27.) galiciai politikus, író, műfordító és filozófus, a második világháború utáni galiciai kultúra újjászervezésének jelentős alakja.

## Élete
1915-ben született a galiciai Lugo tartományban. Lugo városában tanult, majd visszatért szülőfalujába, ahol 1930-ig élt. Az El Pueblo Gallego című újság olvasása élénk érdeklődést keltett benne szülőföldje politikai és kulturális élete iránt, ezért 1932-ben visszatért Lugóba, ahol kapcsolatot létesített több helyi gallegistával. 1933-tól kezdett részt venni a Partido Galeguista nevű gallegista párt Santiago de Compostela-i gyűlésein, ahol megismerte többek között Alexandre Bóvedát és Castelaót is. Részt vett az 1936-os galiciai autonómiastatútum mellett folytatott kampányban, a második világháború után pedig, miközben egyetemi tanulmányokat folytatott, csatlakozott a diktatúra ellen harcoló „földalatti” politikai mozgalmakhoz. 1946-ban Párizsba utazott, hogy felvegye a kapcsolatot a száműzött köztársasági kormánnyal, de amikor visszatért Spanyolországba, Madridban letartóztatták és 6 év börtönre ítélték.
Az 1950-es évektől kezdve már azt hangoztatta, hogy a közvetlen politikai harc helyett a gallegó kultúra és nyelv terjesztése a könnyebben megvalósítható és a célravezetőbb út Galicia felemelésére és a diktatúra elleni harcra, ezért aktívan részt vett az Editorial Galaxia nevű könyvkiadó létrehozásában és munkájában is. Santiago de Compostela városában, egy Domingo García-Sabell által átengedett házban telepedett le, ahol az 1950-es és 1960-as években kapcsolatot tartott fenn az egyetemista ifjúsággal, egy, a diktatúra nézőpontjától eltérő képet lefestve nekik Galiciáról. Ugyanezen időszakban filozófiai műveket írt.
A diktatúra utolsó éveiben új politikai pártok létrehozását sürgette, mivel meggyőződése volt, hogy a háború előtti gallegizmust most a politikai paletta minden szegmensében meg kell jeleníteni. A rendszerváltás után egy újabb, Katalóniáéhoz és Baszkföldéhez hasonló autonómiatervezet kidolgozásába fogott Galicia számára is, valamint képviselője volt az első galiciai parlamentnek, ahol többek között részt vett a galiciai nyelv egységesítéséről szóló törvény kidolgozásában is. A Consello da Cultura Galega („gallegó kultúratanács”) első elnöke volt, 1990-ben hunyt el.

## Emlékezete

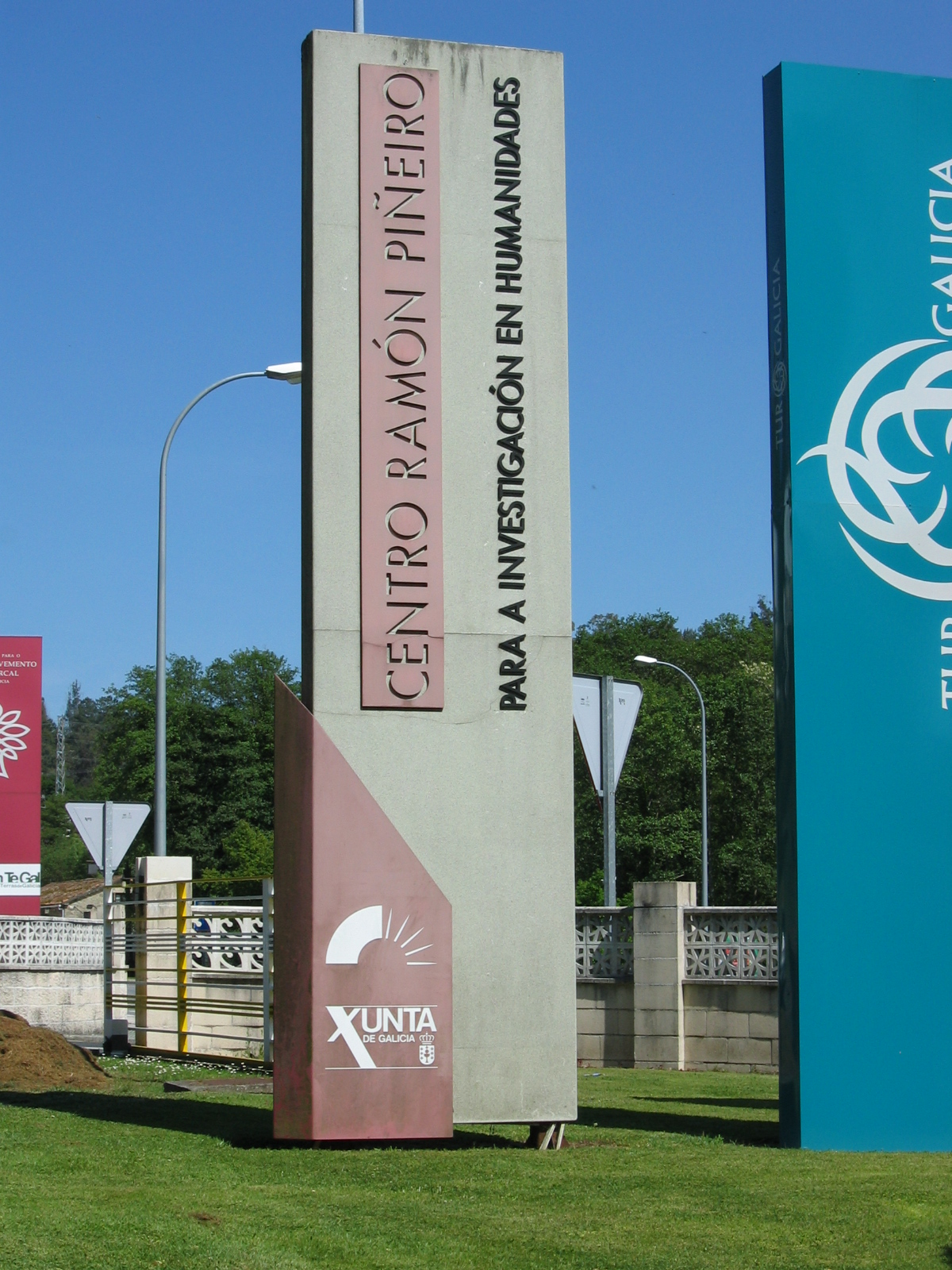
Centro Ramón Piñeiro

- 2009-ben a Real Academia Galega a Día das Letras Galegas nevű évenkénti ünnepnapot Ramón Piñeiro tiszteletére rendezte meg.[7]
- Carlos Casares könyvet írt életéről Ramón Piñeiro: Unha vida por Galicia címmel.[8]
- Az ő nevét viseli a Santiago de Compostelában működő Centro Ramón Piñeiro nevű kutatóintézet, amelynek fő célja a galiciai kultúra kutatása és ápolása.[9]